# Лев (Слюбич-Заленський)
Митрополи́т Ле́в І Слю́бич-Зале́нський гербу Прус I (Тужина) (пол. Lew (Leon) Ślubicz-Załęski herbu Turzyna) (1648/1649 — 24 серпня (інколи 21 липня) 1708, Володимир) — єпископ Руської унійної церкви, василіянин; з 22 вересня 1695 року 7-ий Митрополит Київський, Галицький та всієї Руси — предстоятель Української греко-католицької церкви.

## Життєпис
Лев Слюбич-Заленський походив з волинського шляхетного роду, що володів селом Любичі. Саме це й дало другу частину його прізвища — Слюбич (інколи Шлюбич), тобто «з Любич». Його батько — Францішек — був підляським хорунжим. Брат матері — Венедикт Глинський — був Володимирським єпископом.
У юних роках завдяки своєму дядькові владиці Венедикту Лев вступає до василіянського монастиря, проходить новіціят у Битені, а в Супраслі складає монаші обіти. Початково навчався в університетах Оломоуця та Вільна, вивчав метафізику в Римі. У 1673 році, в 25-річному віці, вже будучи на той час священником, Лев прибуває на навчання до Грецької Колегії св. Атанасія у Римі. Після трьох років навчання настоятелі відкликають студента на батьківщину у зв'язку з погіршенням його здоров'я, де він став архімандритом монастиря в Жировичах.
У 1677 (1678?) році після смерті свого дядька переймає Володимирський престіл (спочатку як єпископ-коад'ютор (1678—1679), а з 1679 р. як єпископ Володимирський і Берестейський). А вже 1678 року на Гродненському сеймі обороняє права унійної Церкви. Після смерті митрополита Кипріяна Жоховського у 1693 році Апостольський нунцій призначає адміністратором Київської митрополії та Полоцької архиєпархії єпископа Лева Слюбича-Заленського. У 1694 році єпископи митрополії на синоді у Варшаві обирають його митрополитом та архімандритом монастиря Святої Трійці в Дермані.
В 1697 році був електором Августа II Сильного від львівської землі і перемишльської. У 1700-х роках розпочалась Північна війна і російські війська зайняли територію Польщі. Через ненависне ставлення царя Петра І до унійної Церкви митрополит Лев Слюбич-Заленський змушений був рятуватись втечею до Саксонії. Звідси він повернувся, як тільки російські війська відступили. Помер митрополит 24 серпня 1708 року у Володимирі.